# Od neba do neba
Od neba do neba deseti je studijski album bosanskohercegovačkog heavy metal i hard rock sastava Divlje jagode, koji izlazi 2003., a objavljuje ga diskografska kuća Croatia records.

## Popis pjesama
| Br. | Skladba                            | Trajanje |
| --- | ---------------------------------- | -------- |
| 1.  | »Dobro došla ljubavi«              |          |
| 2.  | »Motori 2003«                      |          |
| 3.  | »Marija«                           |          |
| 4.  | »Piši mi«                          |          |
| 5.  | »Od neba do neba«                  |          |
| 6.  | »Ne krivi me«                      |          |
| 7.  | »Kap po kap«                       |          |
| 8.  | »ljubi me i ostani«                |          |
| 9.  | »Oluja«                            |          |
| 10. | »TV kralj«                         |          |
| 11. | »Ne želiš kraj (acoustic session)« |          |

## Izvođači
- Sead Lipovača - gitare
- Thomas Balaž - bubnjevi
- Pero Galić - vokal
- Dejan Orešković - bas